# Dennis Geiger
Dennis Geiger (Mosbach, 1998. június 10. –) német utánpótlás-válogatott labdarúgó, aki jelenleg a TSG Hoffenheim játékosa.

## Pályafutása

### Klub
Az SV Alemannia Sattelbach csapatánál ismerkedett meg a labdarúgás alapjaival, majd 2009-ben a TSG 1899 Hoffenheim akadémiájára került. 2017. augusztus 19-én debütált a bajnokságban az első csapatban az SV Werder Bremen csapata ellen, a 74. percben váltotta Eugen Polanskit.

### Válogatott
A 2015-ös U17-es labdarúgó-Európa-bajnokságon és a 2015-ös U17-es labdarúgó-világbajnokságon részt vevő keretbe Christian Wück, a 2017-es U19-es labdarúgó-Európa-bajnokságra Frank Kramer hívta be.

## Statisztika
2018. március 10-i állapot szerint.
| Klub                | Szezon   | Bajnokság | Bajnokság | Kupa  | Kupa | Nemzetközi | Nemzetközi | Összesen | Összesen |
| Klub                | Szezon   | Mérk.     | Gól       | Mérk. | Gól  | Mérk.      | Gól        | Mérk.    | Gól      |
| ------------------- | -------- | --------- | --------- | ----- | ---- | ---------- | ---------- | -------- | -------- |
| TSG Hoffenheim II   | 2016–17  | 25        | 5         | 0     | 0    | -          | -          | 25       | 5        |
| TSG Hoffenheim II   | Összesen | 25        | 5         | 0     | 0    | 0          | 0          | 25       | 5        |
| TSG 1899 Hoffenheim | 2017–18  | 21        | 2         | 1     | 0    | 5          | 0          | 27       | 2        |
| TSG 1899 Hoffenheim | Összesen | 27        | 2         | 1     | 0    | 5          | 0          | 27       | 2        |
| Összesen            | Összesen | 52        | 7         | 1     | 0    | 5          | 0          | 58       | 7        |